# Département de Chimbas
Le département de Chimbas est une des 19 subdivisions de la province de San Juan, en Argentine. Son chef-lieu est la ville de Villa Paula Albarracín de Sarmiento.
Le département a une superficie de 62 km2. Sa population s'élevait à 73 829 habitants au recensement de 2001.

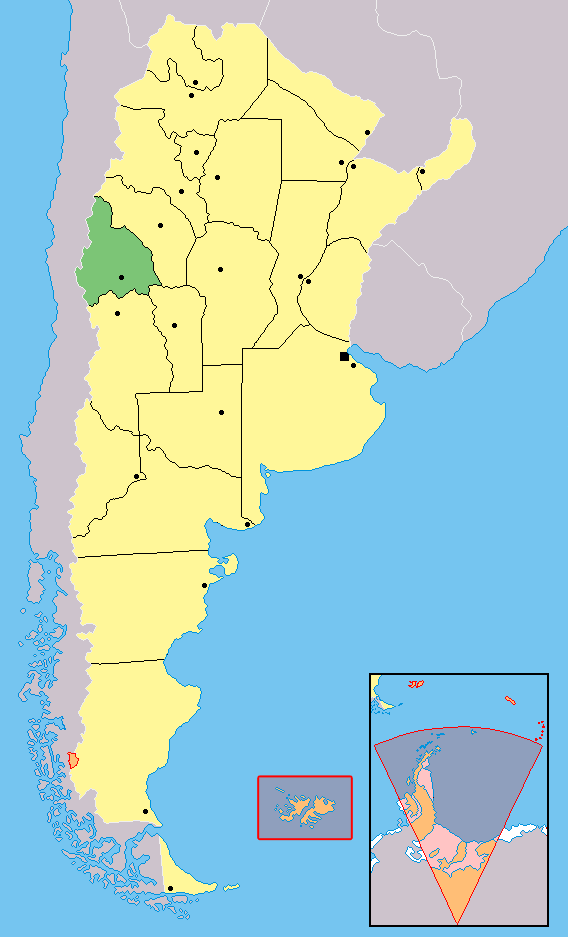
Localisation de la province de San Juan en Argentine